# Rota Latte Stone Quarry
Rota Latte Stone Quarry, también conocida como la cantera de As Nieves, está ubicada cerca de la aldea Chamorro de Sinapalo, en la isla Rota, en el archipiélago de las Marianas. Se cree que los megalitos prehistóricos encontrados allí se utilizaron como pilares de cimentación para las casas, algunas de las cuales pesaban hasta 35 toneladas. Su edad exacta, origen, métodos de extracción y medios de transporte no han sido determinados.

## Descripción
Un pilar de piedra Latte (también llamado piedra de taga),  es una estructura de dos piezas que consiste en una base (haligi) y una tapa hemisférica (tasa), con el lado plano hacia arriba. Se cree que los pilares prehistóricos de piedra de latte se utilizaron como cimientos de vivienda para la cultura indígena de las islas Marianas. Las casas se sentaban sobre dos filas paralelas de pilares, y el pueblo chamorro, o sus antepasados, enterraban a sus muertos entre las filas. Las piedras son anteriores a la historia oral de los chamorros, que citan la fuente original de las piedras como la taotaomona (gente de antes). La edad exacta de los cálculos no ha sido determinada, pero se cree que algunos se remontan al menos al año 845. La Datación por radiocarbono sitúa a la población indígena en el año 3.000 a. C.

## La cantera
La cantera de Rota es el sitio donde se han encontrado las mayores piedras de latte desenterradas en las Marianas. Nueve haligi y siete tasa.
Algunos de los megalitos abandonados tendrían una altura aproximada de 7,6 m si los haligis hubieran sido coronados con tasa y erigidos en posición vertical. La tasa en la cantera mide aproximadamente 2,1 m de ancho y 1,5 m de alto. Las piedras están inacabadas, y no hay registro o indicación de por qué el sitio fue abandonado repentinamente.

## Teorías

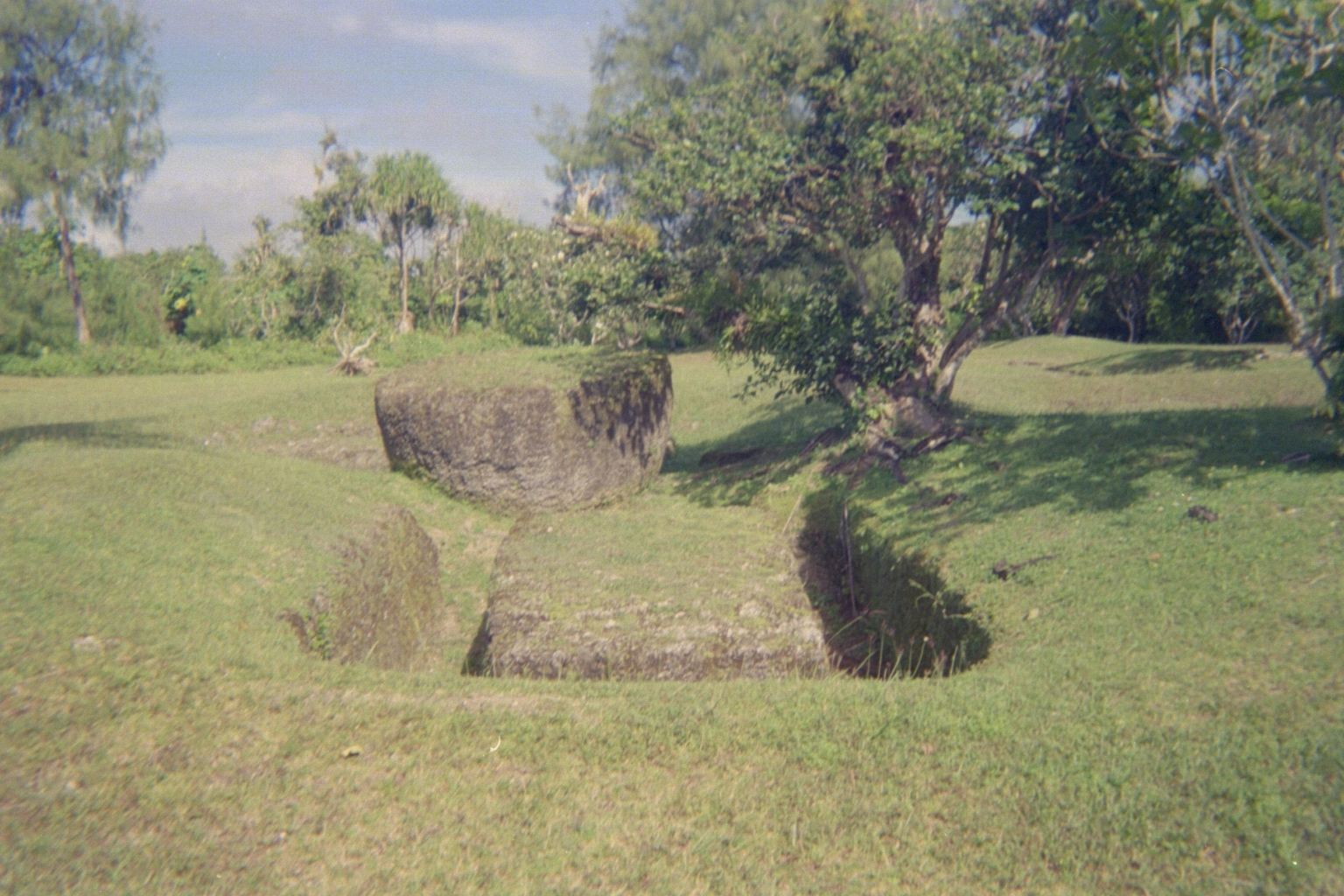
La cantera de latte (Rota Latte Stone Quarry) en la isla Rota tiene varias piedras parcialmente cortadas.

Se han presentado teorías sobre los métodos de extracción, transporte y montaje de las piedras latte, pero nada ha sido científicamente probado.
En posición vertical, los megalitos de Rota Latte Stone Quarry serían 0,5 m más altos que las piedras de latte más altas existentes en la casa Taga, en la isla de Tinián. Esto podría ser indicativo de la competencia entre los diferentes grupos, que se esfuerzan por construir las estructuras más impresionantes de piedras de latte.
La leyenda atribuye el origen de la cantera a un jefe mitológico llamado Taga, que extrajo las piedras de Rota antes de abandonar el yacimiento y luego erigir la Casa Taga en Tinián. Una leyenda diferente cuenta que eran los fantasmas quienes llevaban las piedras.